# (834) Бёрнхамия
(834) Бёрнхамия (лат. Burnhamia) — астероид главного пояса, который принадлежит к спектральному классу G. Он был открыт 20 сентября 1916 года немецким астрономом Максом Вольфом в обсерватории Хайдельберг и назван в честь американского астронома Шербёрна Бёрнхема.

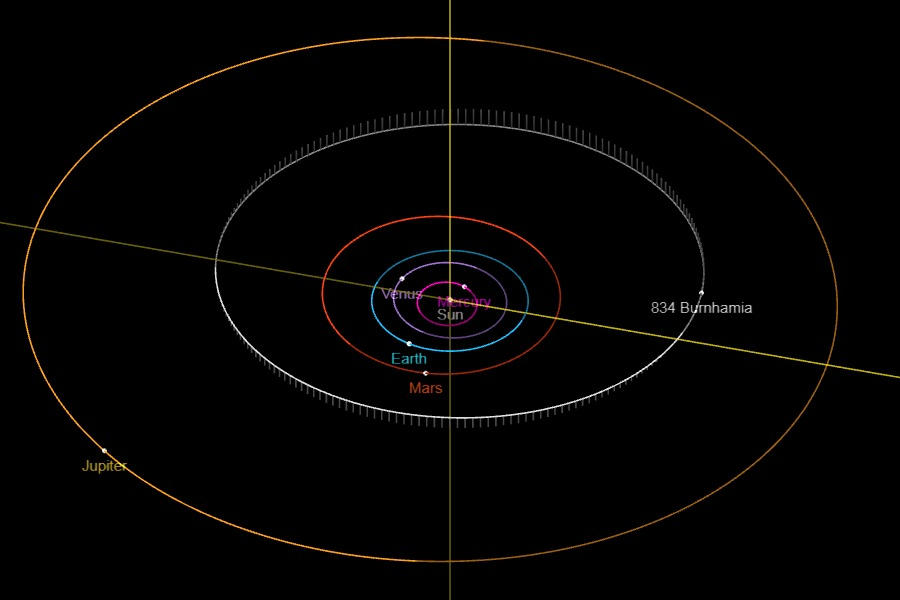
Орбита астероида Бёрнхамия и его положение в Солнечной системе